# Machine Gun Kelly (Krimineller)

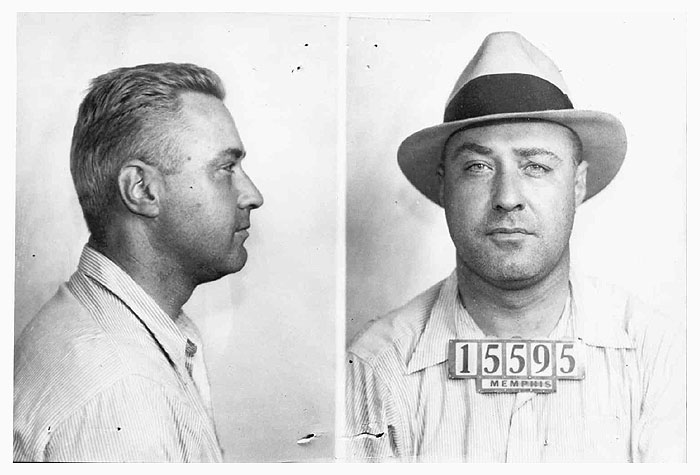
Fahndungsfoto von Machine Gun Kelly

George Kelly Barnes (* 18. Juli 1895 in Chicago, Illinois; † 18. Juli 1954 in Leavenworth, Kansas), besser bekannt als Machine Gun Kelly, war ein US-amerikanischer Krimineller der Prohibitionszeit.

## Leben
Kelly entstammte einer wohlhabenden Familie aus Memphis, Tennessee, geboren wurde er jedoch in Chicago, Illinois. Er verließ die Universität von Mississippi und betätigte sich in verschiedenen Berufen. Aus der Ehe Kellys mit Geneva Ramsey (geborene Thorne) gingen zwei Kinder hervor. Nach dem Zerwürfnis mit seiner Frau sowie seinen Eltern wurde er während der Prohibitionsära Alkoholschmuggler. Durch Eingreifen der Polizei sah Kelly sich genötigt, mit seiner Frau in den Westen der Vereinigten Staaten zu gehen.

### Die Entführung Charles F. Urschels
1928 wurde er in Tulsa, Oklahoma festgenommen und wegen Alkoholhandels zu drei Jahren Haft im Leavenworth-Gefängnis (Kansas) verurteilt. Wegen guter Führung wurde er vorzeitig entlassen. Mit mehreren Komplizen entführte Kelly nach seiner Freilassung den Geschäftsmann Charles F. Urschel aus Oklahoma City und dessen Freund Walter R. Jarrett. Urschel gelang es später, detaillierte Angaben über den Ort seiner Gefangenschaft zu machen und dadurch die Polizei zu unterstützen. Schließlich wurde Kellys Aufenthaltsort, Memphis, in Erfahrung gebracht.

### Entstehungsgeschichte des Spitznamens
Seinen bekannten Spitznamen erhielt Kelly – der sich tatsächlich so gut wie nie einer Maschinenpistole bedient hat – der gängigsten Version nach durch seine Ehefrau, die auf diese Weise versucht haben soll, ihm in Kreisen der Verbrecherwelt einen „berüchtigten“ Ruf zu verschaffen. Sie war es angeblich auch, die George Kelly mit anderen Kriminellen zusammenbrachte. In den Medien verbreitete sich der Spitzname durch den Fund einer Maschinenpistole an Urschels Entführungsort. Den Ermittlern gelang es später, Kathryn Kelly als Käuferin der Waffe zu identifizieren. Da der Name „Machine Gun“ von der Presse in der Folgezeit verwendet wurde, wenn von Barnes/Kelly berichtet wurde, blieb er schließlich als dauerhafter Beiname haften.

### Verhaftung durch das FBI
Am 26. September 1933 wurde Kelly von Angehörigen des FBI und der Polizei von Memphis bei einer Razzia verhaftet und wie auch Kathryn Kelly am 12. Oktober 1933 zu lebenslanger Haft verurteilt. George Kelly wurde zunächst im Bundesgefängnis Leavenworth in Kansas untergebracht. Nachdem er mehrfach seinen bevorstehenden Ausbruch angekündigt hatte, wurde er im August 1934 in das Hochsicherheitsgefängnis Alcatraz überführt. 1951 wurde er in das Bundesgefängnis Leavenworth zurückverlegt, wo er 1954 mit 59 Jahren an einem Herzinfarkt starb.

## Film
- 1974: Die Story von Gun Kelly (Melvin Purvis: G-Man), dargestellt von Harris Yulin